# Церква святого Архістратига Михаїла (Нове Село)
Церква святого Архістратига Михаїла в Новому Селі — парафія і храм Підволочиського благочиння Тернопільської єпархії Православної церкви України в селі Нове Село Тернопільського району Тернопільської области.
Оголошена пам'яткою архітектури місцевого значення.

## Історія церкви
Храм, збудований у 1790 році, постав на місці попередньої дерев'яної церкви, що згоріла. Власниця маєтку, пані Йордан, пожертвувала громаді костел. Його переобладнали, добудувавши захристя та перемістивши вівтар зі західної частини на східну.
З 1966 по 1989 рік у приміщенні храму розміщувався музей.
Після відкриття у 1989 році святиню реставрували.
У 2009 році храм відвідав єпископ Тернопільський і Бучацький Нестор, який 21 листопада, на престольний празник, відслужив архієрейську службу.

## Парохи
- о. Онуфрій Зарицький,
- о. Тесля,
- о. Іван Малюца,
- о. Цимбалюк (до 1966),
- о. Петро Жукевич,
- о. Віктор Борисюк,
- о. Степан Кебало,
- о. Михайло Лановий,
- о. Ігор Свідніцький,
- о. Андрій Гусак (з 2005).